# Karl Ludwig của Áo
Đại công tước Karl Ludwig Josef Maria của Áo (30 tháng 7 năm 1833 – 19 tháng 5 năm 1896) là em trai của cả Hoàng đế Franz Joseph I của Áo và Hoàng đế Maximilian I của Mexico, và là cha của Đại công tước Franz Ferdinand của Áo (1863–1914), người bị ám sát tại Sarajevo năm 1814, đã châm ngòi cho Thế chiến thứ nhất. Cháu nội của ông là hoàng đế cuối cùng của Áo, Karl I.
Anh trai ông, Maximilian I của Mexico không có con cái thừa tự, nên khi đang ở ngai vàng Đệ Nhị Đế chế México đã tính đến việc xếp ông và con cái của ông vào danh sách thừa kế ngai vàng, nhưng cuối cùng, Maximilian I đã bị phe Cộng hòa Mexico bắt và xử tử. Bản thân con trưởng của ông là Đại công tước Franz Ferdinand đã trở thành người thừa kế số 1 của ngai vàng Đế quốc Áo-Hung vào năm 1889, sau cái chết của Thái tử Rudolf, người con trai sống đến tuổi trường thành duy nhất của Hoàng đế Franz Joseph I của Áo.